# Bailey Chase
Bailey Chase Luetgert (Chicago, 1 de maio de 1972) é um ator americano, mais conhecido por seus papéis principais em Saving Grace e Longmire.
Seu primeiro grande personagem foi o recorrente Graham Miller nas temporadas quatro e cinco de Buffy the Vampire Slayer (1999–2000). Outros trabalhos em que teve papéis recorrentes incluem As the World Turns (2003–2005), Las Vegas (2005), Watch Over Me (2006–2007), Ugly Betty (2007), e Damages (2011).
Em março de 2016, aparecerá em um pequeno papel da grande produção cinematográfica Batman v Superman: Dawn of Justice.

## Início da vida
Bailey nasceu em Chicago, Illinois. Ele cresceu entre Barrington (Illinois) e Naples (Flórida), e foi para a escola em Jacsonville (Flórida), onde foi colega de quarto de Chipper Jones. Ele frequentou a Universidade Duke com uma bolsa de futebol integral, jogando como linebacker. Formou-se em 1995 com uma licenciatura em Psicologia. Mudou-se para Los Angeles para perseguir sua carreira de ator, ele treinou na London Academy of Music and Dramatic Art e trabalhou com o teatro de improvisação The Groundlings.

## Vida pessoal
Bailey reside principalmente em Los Angeles com sua esposa Amy, sua filha, e seu Golden Retriever, Blue.